# Saint-Cyr-en-Arthies
Saint-Cyr-en-Arthies é uma comuna francesa na região administrativa da Ilha de França, no departamento do Vale do Oise. Estende-se por uma área de 3.89 km². Em 2010 a comuna tinha 243 habitantes (densidade: 62,5 hab./km²).